# Araldo Telefonico
Araldo Telefonico foi um grupo de sistemas de jornais telefônicos na Itália, que forneciam notícias e entretenimento sobre linhas telefônicas a residências e empresas assinantes. Iniciando-se na capital, Roma, em 1910, esta implantação foi a mais ampla de todas; no entanto, no início da década de 1920, os sistemas foram fundidos em um só, sendo logo superados pelo desenvolvimento da radiodifusão.

## História
O Araldo Telefonico utilizava tecnologia desenvolvida pelos operadores do Telefon Hírmondó sob licença, este último sistema estreou como jornal telefônico em Budapeste, Hungria, em 1893. Iniciando em 1906, Luigi Ranieri, um engenheiro italino que representava uma companhia de Zurique, na Suíça, solicitou permissão para instalar sistemas em Roma, Milão e Nápoles. Em agosto de 1909, o governo do Reino da Itália autorizou as operações em Roma, que se iniciaram no ano seguinte, com uma programação semelhante à do Telefon Hírmondó. Houve certo ceticismo acerca da praticidade da ideia entre os jornais locais, com um deles declarando: "os romanos amam a vida silenciosa e não querem ser perturbados por coisas que nada têm a ver com eles".
A instalação do Araldo em Roma possuía uma grande variedade de programas, que ia das oito manhã ao final da noite. A programação apresentava notícias, relatórios da Bolsa de Valores e informações sobre o Parlamento, serviços religiosos, hora certa e cursos de idiomas. Também apresentavam concertos musicais, tanto os produzidos num estúdio local, quanto os contratados nos teatros da cidade e em outros estabelecimentos. O número de assinantes chegou a 100 em setembro de 1910, crescendo para 1100 dois anos depois e chegando ao pico de 1315 em dezembro de 1914. Uma lista de assinantes de 1912 listava várias pessoas famosas, dentre elas a rainha Helena, mais uma sala dedicada no edifício da câmara baixa italiana, a Camera dei Deputati.
Sob autorização do Ministério de Correios e Telégrafos da Itália, a operação romana do Araldo, havia a exigência do pagamento de taxas, mas foi incapaz de fazê-lo nos três primeiros anos de serviço, mesmo após uma dilatação do  cronograma de pagamentos. Em função disso, em fevereiro de 1914, o ministério baixou uma ordem tentando revogar a licença de operação, seguida por duas ordens em 1915 para a cessação das operações, mas Luigi Ranieri recusou-se a obedecê-las, em desafio às determinações governamentais. A questão foi levada ao Judiciário e em 1917, uma decisão do Tribunale di Roma foi favorável a Ranieri, sob a argumentação de que as taxas eram aplicáveis somente a sistemas telefônicos que provessem comunicação em dois sentidos, enquanto a programação do Araldo Telefonico não se caracterizada "nem como meio de comunicação nem como telefone" no sentido à época entendido. Apesar da vitória legal, a operação na capital italiana foi suspensa em 1916 em função da Primeira Guerra Mundial. Findo o conflito, o sistema foi relançado em Roma em 1922, com Luigi Ranieri agora trabalhando com seu filho, Augusto. Outros sistemas foram instalados: dentre eles, Milão e Bolonha.
A partir de 1923, Luigi Ranieri começou a operar uma emissora de rádio, denominada Radio Araldo. Inicialmente, a operação radiofônica do Araldo Telefonico possuía uma vantagem sobre a concorrência, em função da exclusividade do Araldo sobre os direitos de transmissão nos melhores teatros. Em 1924, Radio Araldo foi combinada com outras para formar a companhia Unione Radiofonica Italiana (URI); em 1928 a URI tornou-se o Ente Italiano per le Audizioni Radiofoniche (EIAR) até que finalmente em 1944, assumisse o título de Radio Audizioni Italiane (RAI, atual Radiotelevisione italiana).
Em seus últimos anos as instalações do Araldo não mais transmitiam programação própria, servindo como meio de retransmissão telefônico do conteúdo de emissoras de rádio locais para residências que não desejavam o custo de aquisição de aparelhos de rádio. O sistema de Bolonha foi o último a permanecer operacional, sobrevivendo até 1943, embora a essa altura a quantidade de assinantes tivesse se reduzido a aproximadamente 100.